# Ryu Gwansun
Ryu Gwansun, auch bekannt als Yu Gwansun (koreanisch 유관순 Yu Gwan-sun; * 16. Dezember 1902; † 28. September 1920), war eine koreanische Unabhängigkeitsaktivistin, die zur christlichen Kirche gehörte und gegen die japanische Kolonialherrschaft protestierte.

## Kindheit
Ryu Gwansun wurde 1902 in einem kleinen Bauerndorf geboren. Laut ihrem Bruder brachte sie sich selbst das koreanische Alphabet Hangul bei. 1916 besuchte sie auf Empfehlung der Missionarin Alice Sharp die methodistische Ewha-Schule (heute Ewha Womans University) in Seoul. Nachdem der japanische Generalgouverneur wegen der Unruhen der Bewegung des ersten März 1919 diese und andere Schulen schließen ließ, kehrte sie in ihre Heimat zurück.

## Demonstrationen
Ryu Gwansun und ihre Schulfreunde traten der Bewegung des ersten März bei, obwohl ihr Lehrer empfahl, an der Revolution nicht teilzunehmen. Ryu wurde für kurze Zeit ins Gefängnis eingeliefert und ihre Schule wurde geschlossen. Mit der Hilfe ihrer Familie und Freunde plante sie eine friedliche Demonstration für den 1. April in ihrer Provinz. Am Tag vor der Demonstration zündete Ryu ein Feuer am Berg als ein Signal an. Am nächsten Tag kamen mehr als 2000 Menschen auf einem Marktplatz zusammen, um an der Demonstration teilzunehmen. Die japanische Polizei schoss auf die Menschen, und zirka 19 von ihnen, unter anderem die Eltern von Ryu, starben. Ryu Gwansun wurde ins Seodaemun-Gefängnis eingeliefert, dort starb sie im Alter von 17 Jahren.

## Film
2019 wurde Ryus Leben von Jo Min-ho verfilmt. In A Resistance (항거: 유관순 이야기 Hanggeo: Ryu Gwansun Iyagi) wird sie von Ko Ah-seong verkörpert. Der Film startete am 27. Februar 2019 in den südkoreanischen Kinos.

## Anmerkung
- a) Schreibung nach dem Hunminjeongeum

## Hinweise
- Bright Figures in Korean History (한국역사를 빚낸사람들), Kim Han-ryong Compiler (김한룡 엮음 대일출판사)
- Yu Kwan Sun Summary | BookRags.com. 2011 [last update]. (archiviert, englisch)
- "유관순 - Daum 국어사전". daum.net. 2011 [last update]. http://krdic.daum.net/dickr/contents.do?offset=A029668100&query1=A029668100#A029668100. Abgerufen am 8. Februar 2011.
- "유관순 열사의 어린시절과 학창시절". yugwansun.com. 2011 [last update]. http://www.yugwansun.com/yugwansoon_01/sub_03.asp. Abgerufen am 7. Februar 2011.

- "유관순 열사의 3-1 만세 운동". yugwansun.com. 2011 [last update]. http://www.yugwansun.com/yugwansoon_01/sub_04.asp. Abgerufen am 7. Februar 2011.
- "아우내 만세 운동과 유관순". yugwansun.com. 2011 [last update]. http://www.yugwansun.com/yugwansoon_01/sub_05.asp. Abgerufen am 7. Februar 2011.